# Coqueiral (Recife)
Coqueiral é um bairro do Recife, Pernambuco.
Localiza-se na RPA5, uma região político-administrativa do Recife,a sudoeste da cidade e possui uma área territorial de 53 hectares. É servido por linhas de metrô mantidas pelo Metrorec.

## Educação
Localizam-se no bairro:
- Centro Educacional Olavo Bilac
- Clube de Mães de Coqueiral[5]
- Escola Municipal Casa dos Ferroviários
- Escola Nossa Senhora das Graças
- Escola Professora Maria Cristina Vieira Ltda
- Espaço Mãe Coruja Coqueiral[6]

## Demografia
Dados demográficos do bairro:
- População: 10.794 habitantes[nota 1]
  - Homens:    5.073
  - Mulheres:  5.721
- Predominância de faixa etária: 15 a 64 anos (66,4%).

## Estação de Coqueiral
Hoje utilizada pela Metrorec para atender o Metrô do Recife, A Estação de Coqueiral tem história.
Construída pela Great Western, para atender a linha Tejipió-Camaragibe, a estação de Coqueiral foi inaugurada em 1919.

## Bairros Limítrofes
O bairro de Coqueiral limita-se com os seguintes bairros:
- Totó
- Sancho
- Tejipió
- Cavaleiro, no município de Jaboatão dos Guararapes.